# Hecalus facialis
Hecalus facialis är en insektsart som beskrevs av William Lucas Distant 1918. Hecalus facialis ingår i släktet Hecalus och familjen dvärgstritar. Inga underarter finns listade i Catalogue of Life.